# Eupithecia rosai
Eupithecia rosai är en fjärilsart som beskrevs av Rudolf Pinker 1962. Eupithecia rosai ingår i släktet Eupithecia och familjen mätare. Inga underarter finns listade i Catalogue of Life.